# شهرستان کامبرلند (ایلینوی)
شهرستان کامبرلند، (به انگلیسی: Cumberland County) شهرستانی در ایالت ایلی‌نوی ایالات متحده آمریکا و بر طبق سرشماری ۲۰۱۰ این شهرستان ۱۱۰۴۸ نفر جمعیت داشته‌است. رشد جمعیت این شهرستان از ۲۰۰۰ تا ۲۰۱۰، حدود ۱٫۸ درصد رشد منفی بوده‌است

طبق سرشماری ۲۰۱۰، مساحت این شهرستان ۸۹۸٫۷ کیلومتر مربع وسعت داشته که از این مقدار ۰٫۲۸ درصد آب و ۹۹٫۷۲ درصد خشکی می‌باشد.

این شهرستان در ۱۸۴۳ تشکیل شد.

## نگارخانه

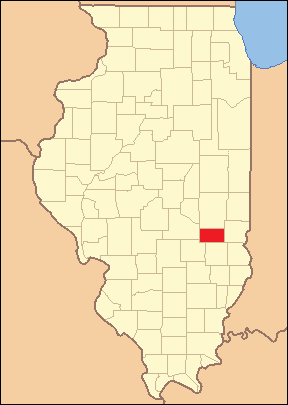

## همسایگان و راه‌ها
همسایگان این شهرستان عبارتند از:
- شمال: شهرستان کلز
- شمال‌شرق:
- شرق: شهرستان کلرک
- جنوب‌شرق:
- جنوب: شهرستان جاسپر
- جنوب‌غرب: شهرستان افینگهام
- غرب: شهرستان شل‌بای
- شمال‌غرب:

راه‌های اصلی این شهرستان:
1. بزرگراه میان‌ایالتی ۵۷
2. بزرگراه میان‌ایالتی ۷۰
3. بزرگراه ۴۰ ایالات متحده
4. بزرگراه ۴۵ ایالات متحده
5. جاده ۴۹ ایلی‌نوی
6. جاده ۱۲۱ ایلی‌نوی
7. جاده ۱۳۰ ایلی‌نوی

## شهرها
- نئوگا، ایلی‌نوی
- کاسلی، ایلی‌نوی
- تولدو، ایلی‌نوی، مرکز شهرستان